# Schiphorst
Schiphorst ist eine Gemeinde im Kreis Herzogtum Lauenburg in Schleswig-Holstein (Deutschland) östlich von Hamburg.

## Geschichte
1230 wurde die slawische Ortsgründung im Ratzeburger Zehntregister erstmals erwähnt. Schiphorst gehörte nach Bildung der Amtsbezirke in Schleswig-Holstein 1889 zum Amtsbezirk Steinhorst. Nach Auflösung der Amtsbezirke und Bildung der Ämter kam Schiphorst 1948 zum Amt Sandesneben.

## Politik

### Gemeindevertretung
Bei der Kommunalwahl am 14. Mai 2023 wurden insgesamt neun Sitze vergeben. Von diesen erhielt die Freie Unabhängige Wählergemeinschaft sechs Sitze, die Wählergemeinschaft Schiphorst zwei Sitze und die Bürgerinitiative Schiphorst einen Sitz.

### Wappen
Blasonierung: „Von Gold und Rot schräg geteilt. Oben drei grüne Bäume 2 : 1, unten ein goldener Schiffsrumpf mit Mast in Bugansicht.“

## Kultur
Von 2005 bis 2017 fand in Schiphorst jährlich ein Avantgardemusik-Festival statt.